# Дюбюк, Фёдор Александрович
Фёдор Александрович Дюбюк (1843—1900) — генерал-лейтенант в отставке русской императорской армии.

## Биография
Родился 20 ноября (2 декабря) 1843 года (в «Списках генералам по старшинству» — 26 ноября). в семье композитора А. Н. Дюбюка.
Учился во 2-й Московской гимназии. В августе 1860 года вступил в воинскую службу; два года был юнкером в фехтовальной школе, затем был определён унтер-офицером в 4-й резервный батальон Белозерского пехотного полка в Двинске; 25 сентября 1864 года «за отличие по службе» был произведен в подпоручики. Когда батальон вошёл в состав Лифляндского полка в Риге, стал полковым адъютантом. В июле 1866 года был прикомандирован к штабу учреждённого в 1864 году Рижского военного округа «для держания предварительного испытания к поступлению в Николаевскую академию Генштаба». В октябре 1866 года был зачислен в академию Генерального штаба, которую окончил по 2-му разряду в 1868 году и штабс-капитаном был назначен на службу в штаб Московского военного округа, будучи причислен к Генеральному штабу.
В дальнейшем служил на различных должностях в штабах Виленского военного округа, 16-й и 30-й пехотных дивизий. В 1869—1875 годах был старшим адъютантом штаба 16-й пехотной дивизии в Могилёве. В 1874 году проводил военную рекогносцировку «западной полосы империи» в Варшавском военном округе; в 1875—1879 года был в Виленском военном округе, сначала штаб-офицером для поручений, затем старшим адъютантом; 4 апреля 1876 года был произведён в подполковники, 1 апреля 1879 года «за отличия по службе» — в полковники. С 14 июля 1879 по 18 сентября 1884 года был начальником штаба 30-й пехотной дивизии в Минске. В 1881—1884 годах он также «исправлял должность начальника штаба 4-го армейского корпуса».
В сентябре 1884 года был назначен начальником Киевского пехотного юнкерского училища. С 8 января 1892 года командовал пехотным Новоторжским полком, который квартировал в Митаве. Во время инспекторских смотров этот полк по результатам смотров часто ставился выше других полков дивизии. Возможно, этому способствовало в высшей степени внимательное и радушное отношение Дюбюка к частной жизни своих офицеров. В сентябре 1894 года Ф. А. Дюбюк получил новое назначение — на должность начальника штаба 19-го армейского корпуса с переводом в Генеральный штаб; 14 ноября 1894 года был произведён в генерал-майоры «с оставлением в занимаемой должности в Генеральном штабе».
В сентябре 1896 года был назначен командиром 1-й бригады 3-й гренадерской дивизии, штаб которой в это время находился во Владимире. В мае 1899 года он был «уволен за болезнью от службы с награждением чином генерал-лейтенанта».
За годы воинской службы ему не пришлось участвовать в боевых действиях, но за отличие по службе он был награждён орденами Св. Станислава 3-й (1876), 2-й (1883) и 1-й степеней, Св. Владимира 4-й (1881) и 3-й (1891 степеней, Св. Анны 2-й степени (1887). Высочайшим указом 26 февраля 1896 года он был пожалован серебряной медалью на Александровской ленте в память императора Александра III.
Умер 30 марта (12 апреля) 1900 года. Похоронен на Князь-Владимирском кладбище, могила утрачена.

## Семья
С 1871 года был женат на дочери доктора медицины, действительного статского советника Роберта Ивановича фон Роланда, Аделаиде (1853—1930). Их дети:
- Александра (Лика) Дюбюк-Волчанецкая (02.02.1872—1952)
- Евгений (1876—1942), статистик и историк-краевед
- Александр (1878—?), судья в Переславле-Залесском
- Вера (1880—?)
- Надежда (1882—1945)
- Анатолий (1895—1976), учёный-геофизик

Лето дети проводили в имении Городня в Витебском уезде Витебской губернии у своей бабушки, Антуанетты (Антонины) Петровны Роланд, урожденной фон Феттинг.